# Hårsbäck

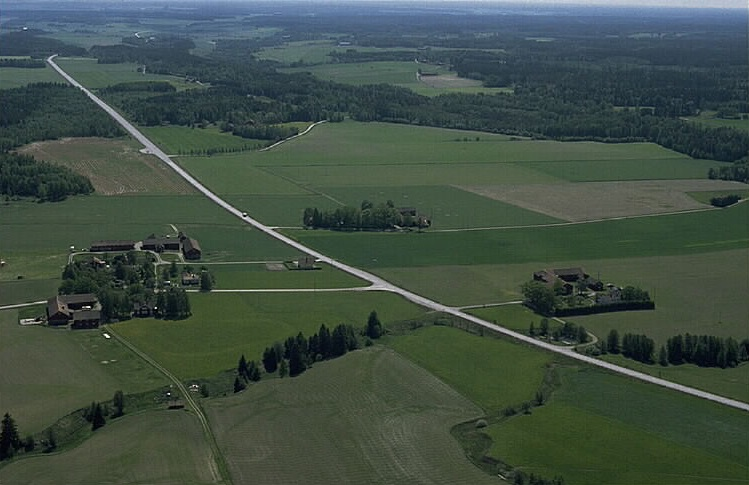
Flygfoto över Sör Hårsbäck från 1996.

Hårsbäck är en mindre by i Västerlövsta socken i Heby kommun belägen sju kilometer söder om Heby efter länsväg 254 mot Fjärdhundra. Hårsbäck kan delas in i Norr Hårsbäck och Sör Hårsbäck.

## Historik
Byn omtalas första gången 1370, då kung Albrekt överlät 1/2 öresland förbrutet gods i 'Hukursbæk' till Sten Stensson (Bielke). Redan 1449 fanns indelningen i Norr och Sör Hårsbäck, då Margareta Eriksdotter (Krummedige) på sin son Nils Kristiernssons vägnar uppbar 1/2 markland jord som räntade hundra järn i 'Norra Howærsbæk', vid arvskifte efter Krister Nilsson (Vasa). 1538-1539 fanns 3 skatte och en frälsegård i Horsbäck. En av bönderna räknades 1569 som bergsman.

## Natur
Hårsbäck ligger i sänkan som bildades när vattnet drog sig tillbaka efter istiden. Kvar är nu endast Örsundaån, men längs med de omkringliggande åsarna kan ännu en torrlagd stenstrand skymtas. Åsarna som bildades under den senaste istiden är rika på sand och stenmorän. I dalgången har ett naturskönt område bildats, Hårsbäcksdalen, som 1957 förklarades som naturreservat. Idag är det Hårsbäcks främsta attraktion och det lockar besökare från när och fjärran. I den djupa dalgången där Örsundaån flyter fram växer frodig och tät lövskog. I anslutning till dalen ligger en festplats, med möjlighet till tältning och andra evenemang finns.
Kulturlandskapet är i huvudsak dominerat av jordbrukskulturen som dominerat trakten. Dominerande är de många bondgårdar som uppfördes till sitt nuvarande skick under sent 1800-tal till tidigt 1900-tal. I Norr som Sör Hårsbäck finns fortfarande mindre så kallade radbyar kvar, deras storlek minskade dock med laga skifte som genomfördes i Sverige från 1827 och framåt.

## Näringar
Vattnets tillbakadragande har lämnat jord och lera efter sig, som har bidragit till att hela dalgången idag består av åkermark. Utöver dalgångens bördiga jordar har en mosse dikats ur för att ytterligare öka odlingsarealen i trakten. Jordbruket har precis som i resten av landet haft det svårt sedan 1990-talet, men åkrarna har i stor utsträckning hållits öppna. I mitten av 1990-talet upphörde den sista mjölkproduktionen och sedan dess finns ingen nämnvärd boskapsskötsel kvar i trakten.
Den rika tillgången på lera gjorde att även Hårsbäck under början och mitten av 1900-talet hade ett tegelbruk. Tegelbruket var under sin tid Skandinaviens högsta träbyggnad med sina åtta våningar. I närheten av tegelbruket låg även en kvarn och ett sågverk. Tegelbruken var den dominerande industrin i hela Heby-region under hela första hälften av 1900-talet, med bland andra bruk som Olsson & Rosenlunds AB i Heby. Idag finns bara ett tegelbruk kvar, nämligen det i Vittinge.

## Transporter
Under samma period som tegelbruket var i drift, gick genom Hårsbäck även järnvägslinjen Enköping-Heby-Runhällen. Järnvägen medförde förutom förbättrade godstransporter även förbättrad postgång och möjlighet att med hjälp av rälsbuss snabbt kunna ta sig till Heby. Stationsbyggnaderna efter linjen finns fortfarande kvar på de flesta platserna, bland annat i Hårsbäck, Altuna och Sörby, men de flesta har byggts om till bostadshus. I Altuna finns även vattenreservoaren för att fylla ånglokens vattentankar kvar.
Den viktigaste transportförbindelsen idag är riksväg 254 som byggdes under 1960-talet. Genom den möjliggörs pendling till främst Heby, men också till Enköping, Västerås och Stockholm.
Förslag har väckts om att bygga en kanal i anslutning till Örsundaån, för att förbinda Mälaren med Dalälven. Kanalen skulle därigenom gynna industrier och turismen i regionen. Förslaget skulle innebära att en sluss skulle byggas i Hårsbäck, men några konkreta åtgärder för att förverkliga förslaget har inte kommit till stånd.

## Föreningsliv
I Hårsbäck finns två föreningar:
Hårsbäcks Byalag Ideell förening bildades 1987, efter att föreningen köpt det gamla missionshuset från 1909. Föreningens huvudsakliga ändamål är att "främja samhörigheten mellan de som bor och verkar i Hårsbäck eller som har annan väsentlig anknytning till bygden". Den huvudsakliga verksamheten organiseras och sköts av styrelsen.
Altuna-Hårsbäcks vägsamfällighet bedriver verksamhet och underhåll av grusvägarna mellan Hårsbäck och Altuna. Föreningen har bland annat restaurerat en stenbro från 1800-talet. Det finns också ett jaktlag.